# Point Break (2015)
Point Break is een Amerikaanse actie-thriller uit 2015, geregisseerd door Ericson Core. De film is een remake van de gelijknamige film uit 1991. De film werd ook vrijgegeven in 3D en IMAX 3D.
De titel verwijst naar een term uit de surfsport die refereert aan de plek waar een golf doormiddensplijt wanneer deze een rots raakt. In de film betekent het iets anders. Het gaat erom dat iemand steeds maar weer zijn grenzen verlegt tot het punt dat deze persoon bezwijkt.

## Verhaal
De FBI agent Utah gaat undercover bij een groep die extreme sporten beoefenen, onder leiding van Bodhi. Ze hebben zich laten leiden door een mysterieus figuur genaamd Ono Osaki die acht extreme daden heeft bedacht om de aarde te eren. Utah vermoedt dat deze groep zich bezighoudt met criminele activiteiten maar dan wel om de bedrijven te straffen die de aarde kapot aan het plukken zijn.

## Rolverdeling
| Acteur            | Personage       |
| ----------------- | --------------- |
| Édgar Ramírez     | Bodhi           |
| Luke Bracey       | Utah            |
| Ray Winstone      | Pappas          |
| Teresa Palmer     | Samsara         |
| Matias Varela     | Grommet         |
| Clemens Schick    | Roach           |
| Tobias Santelmann | Crowder         |
| Max Thieriot      | Jeff            |
| Delroy Lindo      | Hall            |
| Nikolai Kinski    | Pascal Al Fariq |
| Judah Lewis       | jonge Utah      |

## Muziek
Op 7 maart 2015 werd door Film Music Reporter aangekondigd dat de originele filmmuziek van de film wordt toegewezen aan de Nederlands componist en muziekproducent Tom Holkenborg (Junkie XL). Het platenlabel Sleeping Giant Music bracht op 4 december 2015 de originele filmmuziek en popmuziek die in de film werd gebruikt ook uit op een soundtrackalbum.